# 갬빗 (미개봉 영화)
《갬빗》(Gambit)는 제작이 취소된 미개봉 영화이다.

## 개요
현재 제작이 완전 취소된 갬빗의 솔로영화.

## 취소 과정

### 최초 촬영
본래 엑스맨: 아포칼립스에 나이트크롤러와 같이 등장할 가능성이 높았었고, 솔로영화도 확정되었었다. 최초 개봉 예정일은 2016년 10월 7일이었으나. 제작사인 20세기 폭스가 각본 재작업을 결정하면서 촬영이 개봉되었다. 

### 재촬영
예정된 촬영이 무산되면서 향후 개봉 예정일을 알 수 없게 되었으나 곧 재작업한 각본이 통과 되면서 2017년 봄 촬영에 들어갈 예정이었으며, 개봉일은 2018년 중으로 예상됐었다.
더그 라이먼 감독이 저스티스 리그 다크 연출 위해 감독직을 하차했다. 더그 라이먼 감독이 하차하면서 고어 버빈스가 연출 맡을 예정이었고, 워킹 타이틀은 포에버모어. 본 촬영은 2018년 3월에 시작할 예정이었다. 그러나 고어 버빈스키 감독이 스케줄상 하차했는데, 영화 스타일이 달랐으며, 좋은 감정으로 헤어졌다고 한다. 스티븐 소더버그에게도 제의가 갔으나 거절되고,결국 주인공 배우인 채닝 테이텀이 직접 연출 맡는 것을 고려 중이었다.
그리고 그러던 중 디즈니와 폭스의 인수전이 있었고, 디즈니 인수 후 개봉 예정일이 2020년 3월 13일로 잡혀있었으나, 디즈니가 폭스의 개봉 예정 영화를 줄줄이 취소하면서, 2019년 5월 8일 디즈니의 개봉일 발표에서 완전히 삭제되었다. 이로써 제작도 전면 취소되었다.

## 등장할 예정이었던 등장인물
- 레미 르보 / 갬빗 - 채닝 테이텀
- 칸드라 - 리지 캐플란